# Jan Grabowski (prawnik)
Jan Michał Grabowski (ur. 1942) – polski prawnik, profesor nauk prawnych, nauczyciel akademicki wielu uczelni, w tym Uniwersytetu Śląskiego, specjalista w zakresie prawa administracyjnego i prawa gospodarczego.

## Życiorys
W 1972 na Wydziale Prawa i Administracji Uniwersytetu Jagiellońskiego na podstawie rozprawy pt. Decyzja jednostki nadrzędnej jako źródło zobowiązań w obrocie uspołecznionym otrzymał stopień naukowy doktora nauk prawnych w zakresie prawa. W 1980 na Wydziale Prawa i Administracji Uniwersytetu Śląskiego uzyskał stopień doktora habilitowanego nauk prawnych w zakresie prawa. W 1997 prezydent RP Aleksander Kwaśniewski nadał mu tytuł naukowy profesora nauk prawnych. Został profesorem nadzwyczajnym  Uniwersytetu Śląskiego i kierownikiem Katedry Publicznego Prawa Gospodarczego na Wydziale Prawa i Administracji. Został także wykładowcą innych uczelni.
Pod jego kierunkiem stopień naukowy doktora uzyskali m.in. Ewa Przeszło (2000), Mirosław Pawełczyk (2002) i Michał Kania (2006).